# Khabib Nurmagomedov
Khabib Abdulmanapovich Nurmagomedov (nascut el 20 de setembre de 1988) és un ex artista marcial mixt professional rus que va competir a la divisió de pes lleuger a l'Ultimate Fighting Championship (UFC). Va ser el campió de pes lleuger de l'UFC amb més temps, després d'haver ocupat el títol des d'abril del 2018 fins al març del 2021. Amb 29 victòries i cap derrota, es va retirar amb un rècord invicte després de la mort del seu pare (Abdulmanap Nurmagomedov). Nurmagomedov està àmpliament considerat com un dels millors artistes marcials mixtes de tots els temps, i va ser inclòs en el Saló de la Fama de l'UFC el 30 de juny de 2022.